# Hora azul

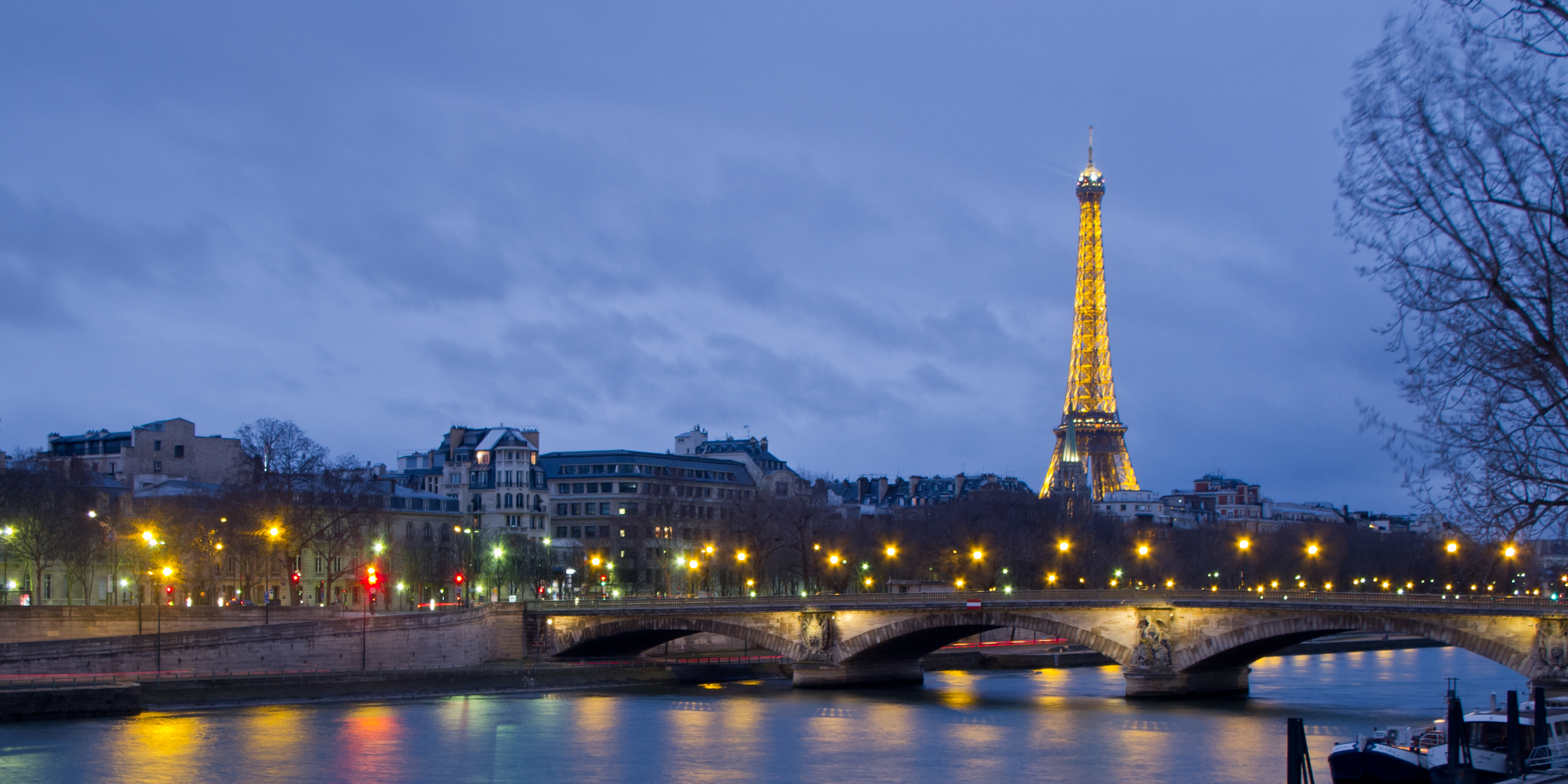
Hora azul em Paris

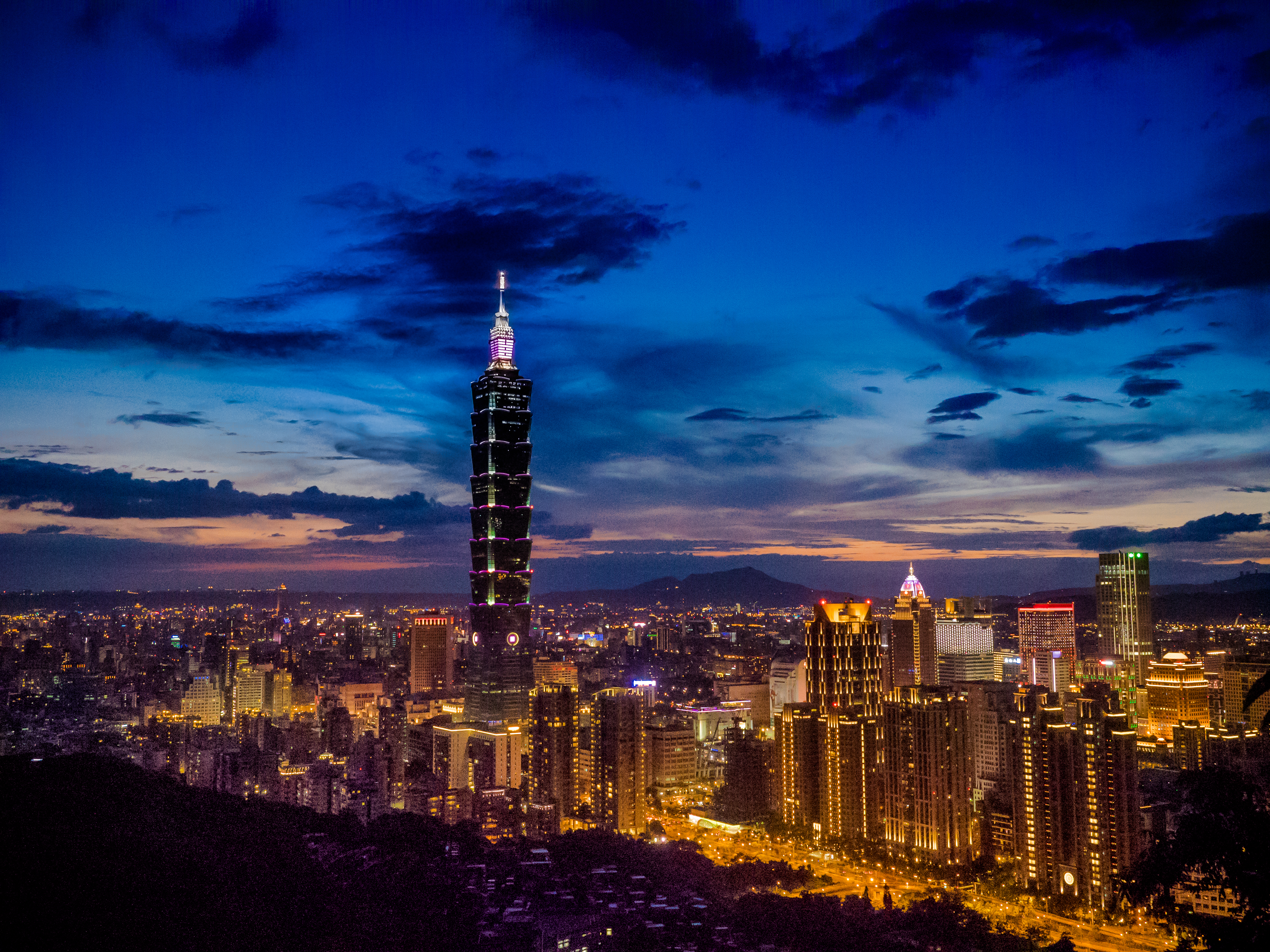
Hora azul em Taipei, Taiwan.

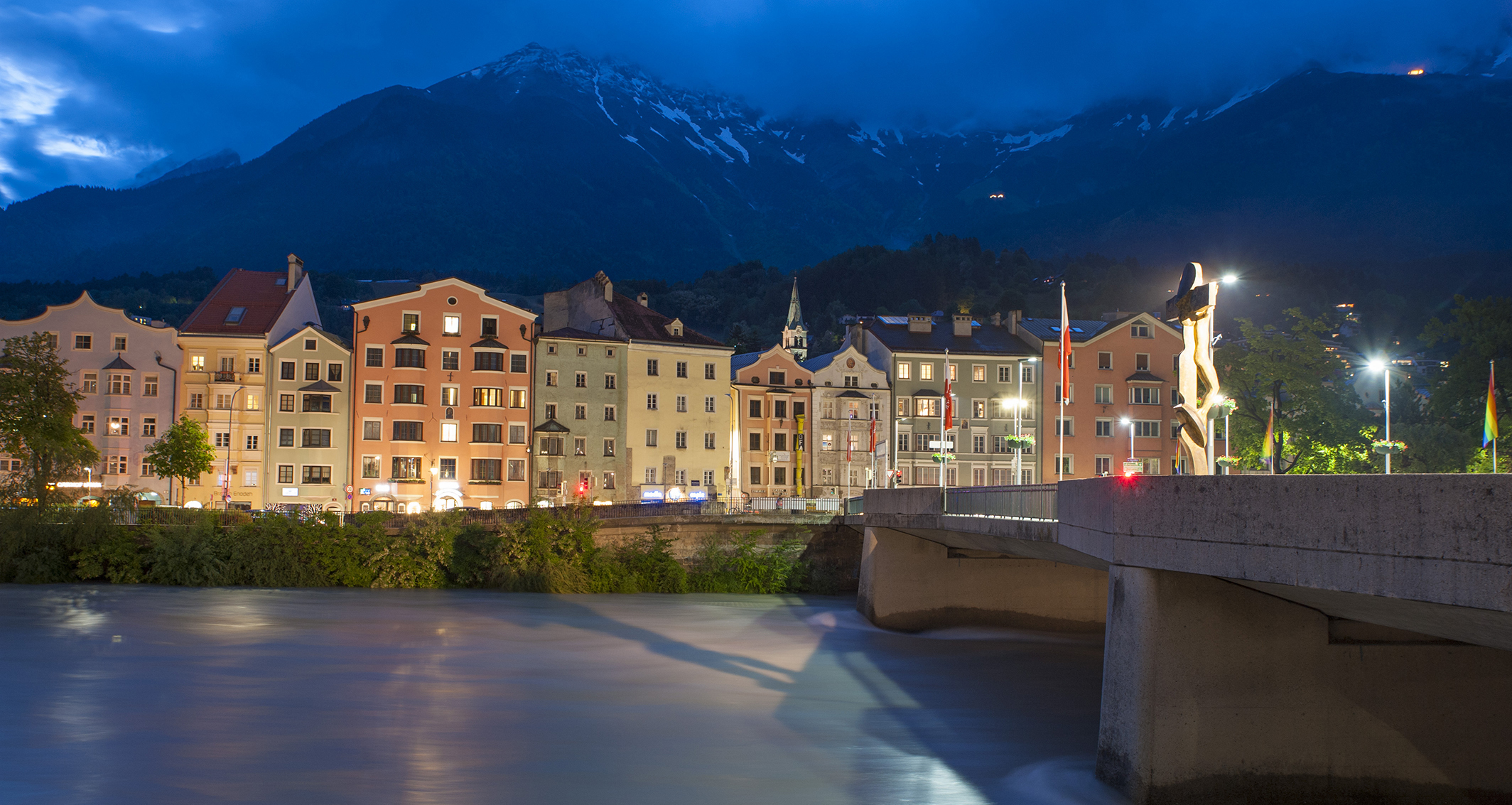
Hora azul em Innsbruck, Austria.

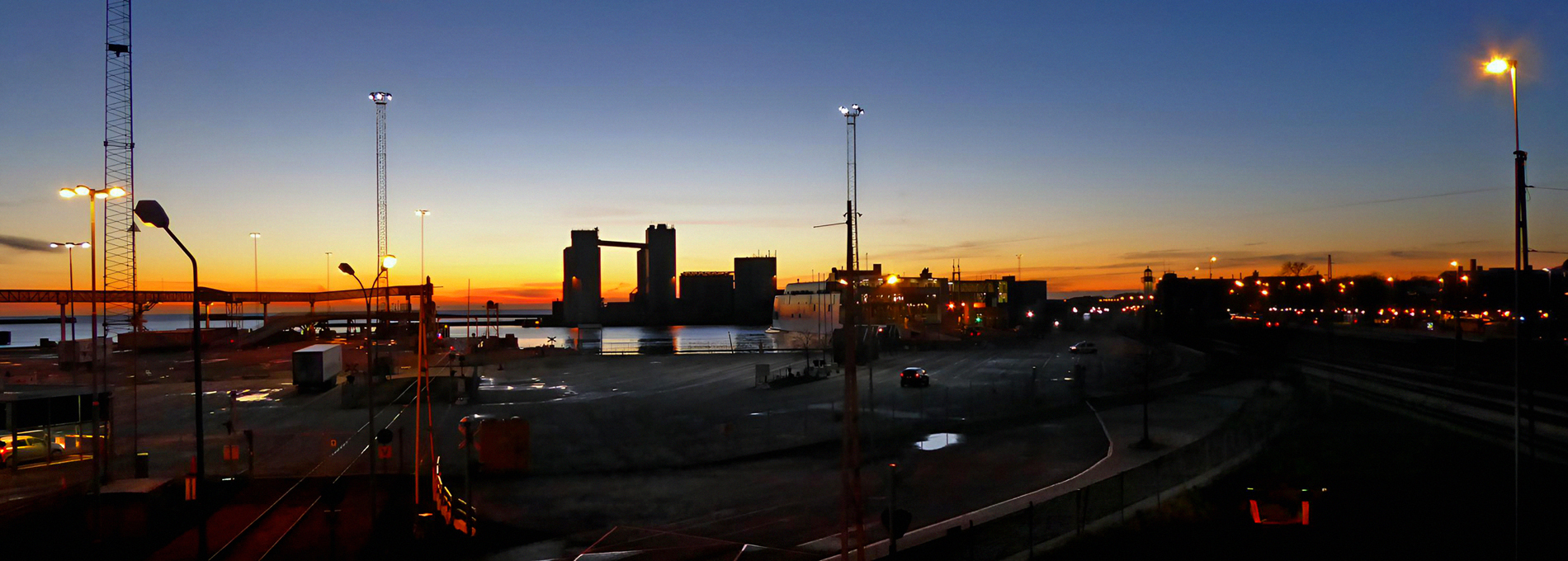
Hora azul em Ystad 2018.

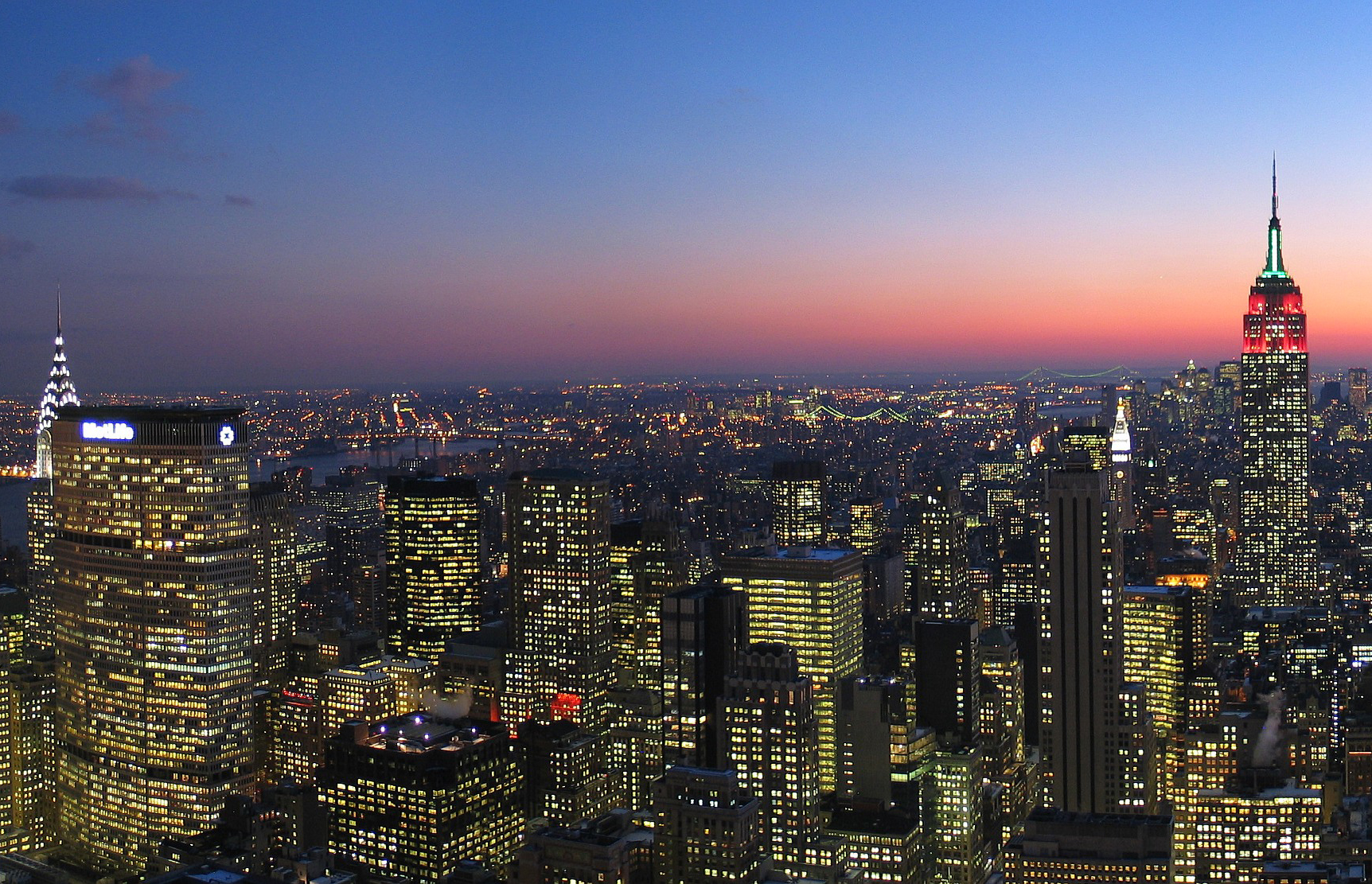
Midtown Manhattan durante a hora azul

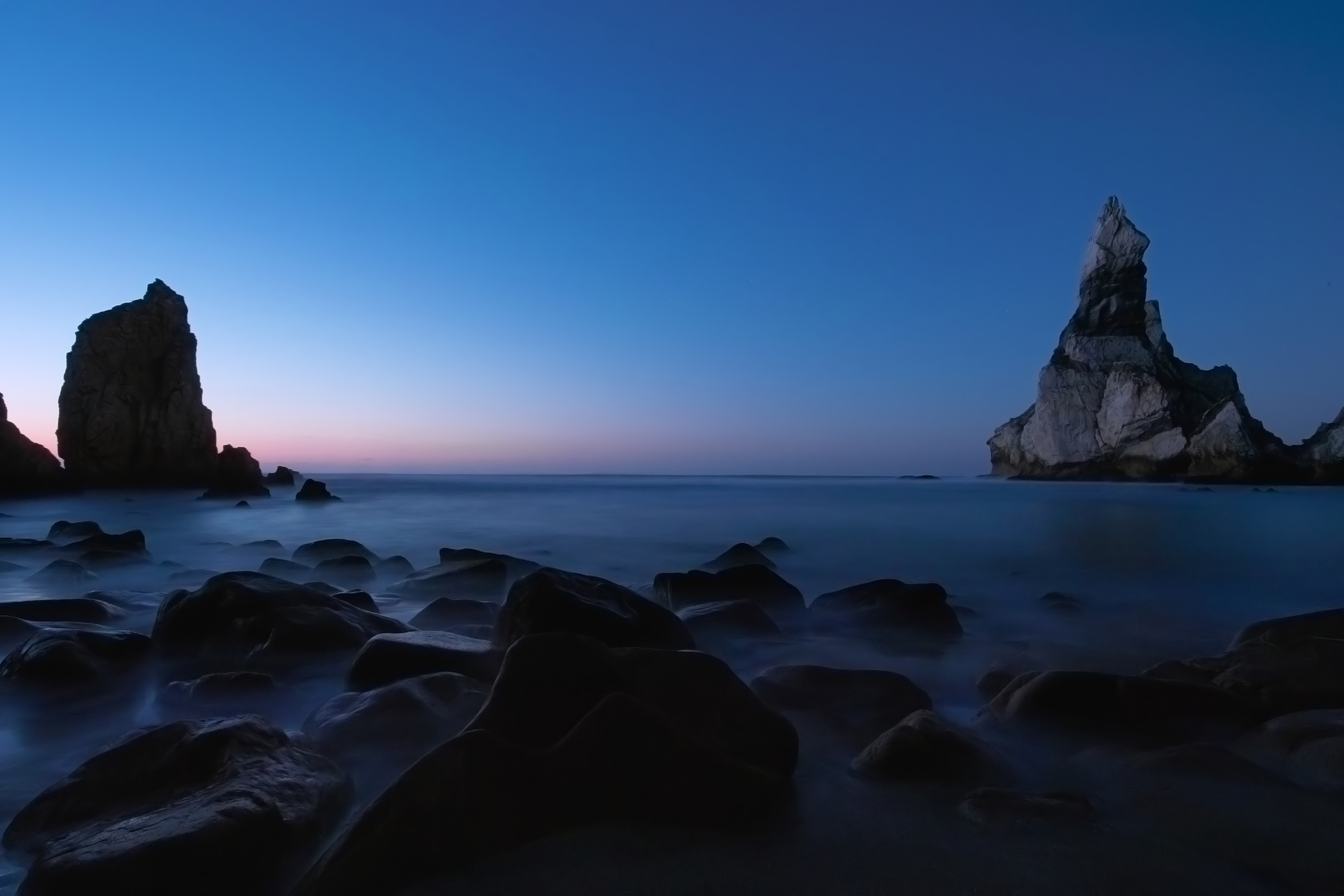
Praia da Ursa, Sintra, Portugal: uma visão ampla da paisagem marítima durante a hora azul

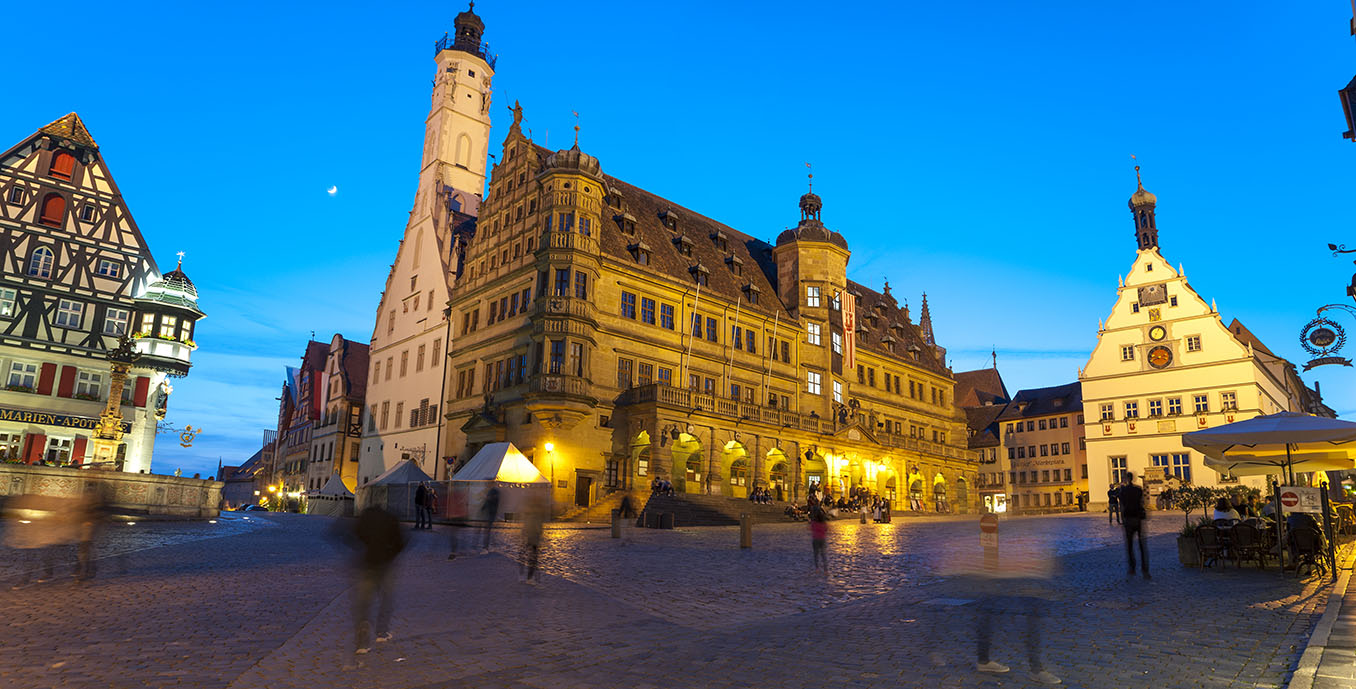
Hora azul em Rothenburg ob der Tauber, Alemanha

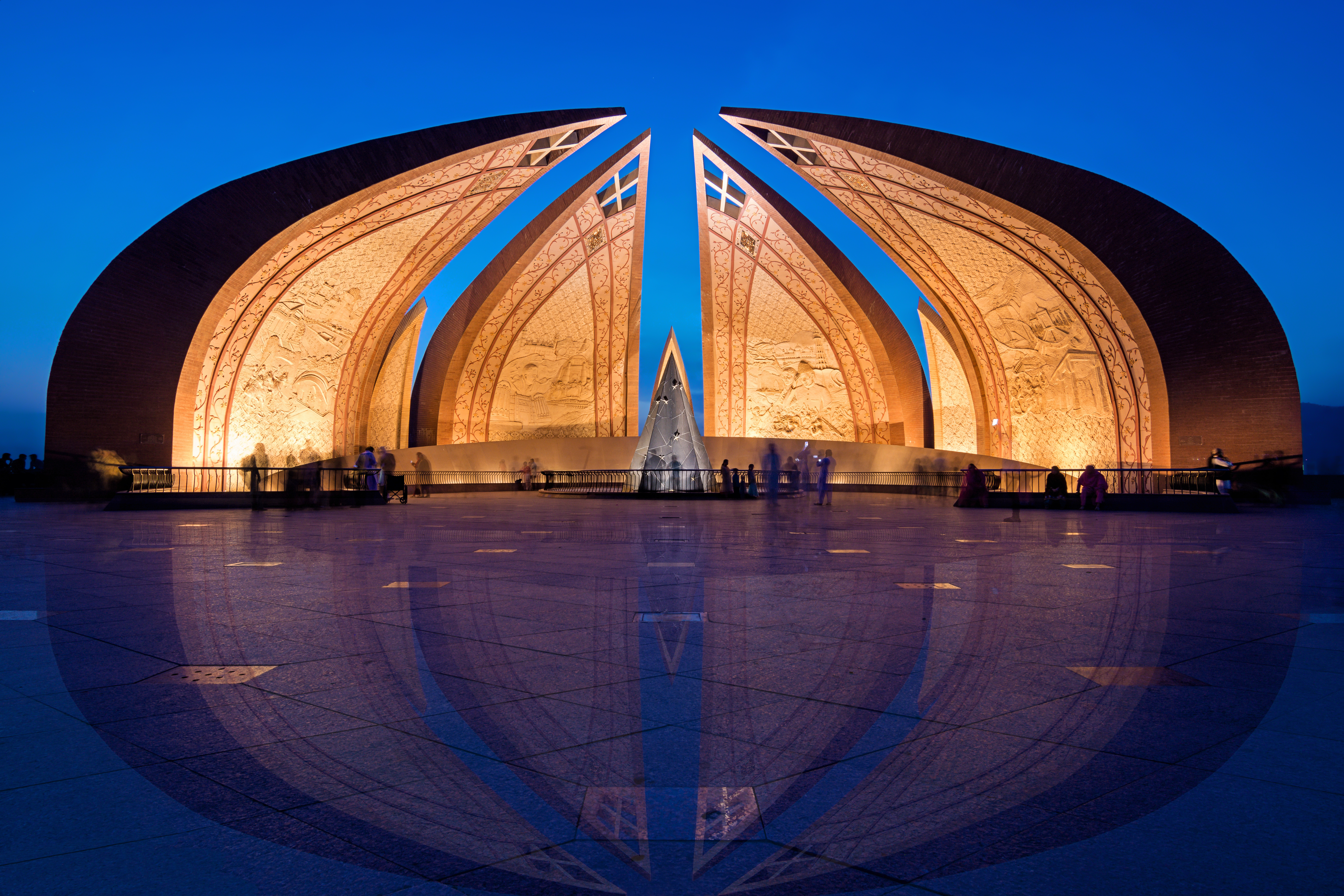
Hora azul no monumento do Paquistão, Islamabade, Paquistão

Hora azul é o período do crepúsculo durante o amanhecer e o anoitecer no qual o Sol está logo abaixo do horizonte, fazendo com que parte dos raios solares residuais penetrem indiretamente na atmosfera terrestre assumindo uma tonalidade predominantemente azul. Este efeito é causado pela relativa difusibilidade do comprimento de onda azul de luz mais curto versus o comprimento de onda vermelho mais longo. Durante a "hora" azul (geralmente o período é de cerca de 20-30 minutos de duração), a luz vermelha passa diretamente para o espaço enquanto a luz azul é espalhada na atmosfera e, portanto, atinge a superfície da Terra. Por causa da qualidade da luz, este período é estimado pelos artistas.

## Explicação e horários de ocorrência
A explicação incorreta, ainda comumente apresentada, afirma que a atmosfera pós-pôr-do-sol e pré-nascer do sol na Terra apenas recebe e dispersa os comprimentos de onda azuis mais curtos do sol e espalha os comprimentos de onda mais longos e avermelhados para explicar por que o matiz desta hora é tão azul. Na verdade, a hora azul ocorre quando o Sol está suficientemente abaixo do horizonte para que os comprimentos de onda azuis da luz solar dominem devido à absorção da radiação eletromagnética pelo ozônio. Mesmo alguns sites dedicados a informações sobre o ozônio ainda propagam a alegação incorreta de que o ozônio não contribui para a cor azul do céu, embora esse efeito seja muito mais fraco durante o resto do dia, entre o crepúsculo da manhã e da noite.
Quando o céu está claro, a hora azul pode ser um espetáculo colorido, com a luz do sol indireta tingindo o céu de amarelo, laranja, vermelho e azul. Este efeito é causado pela difusibilidade relativa de comprimentos de onda mais curtos (raios mais azuis) da luz visível em relação aos comprimentos de onda mais longos (raios mais vermelhos). Durante a "hora" azul, a luz vermelha passa pelo espaço enquanto a luz azul é espalhada na atmosfera, e assim atinge a superfície da Terra. A hora azul geralmente dura cerca de 20-30 minutos logo após o pôr do sol e antes do nascer do sol. Por exemplo, se o sol se põe às 18h30, a hora azul ocorrerá das 18h40 às 19h. Se o sol nascesse às 7h30, a hora azul ocorreria das 7h00 às 7h20. A época do ano, a localização e a qualidade do ar têm um impacto na hora exata da hora azul.

## Fotografia hora azul
Muitos artistas valorizam esse período pela qualidade da luz suave. Embora a hora azul não tenha uma definição oficial, o espectro da cor azul é mais proeminente quando o Sol está entre 4° e 8° abaixo do horizonte. Os fotógrafos usam a hora azul para o clima tranquilo que ela cria. Ao fotografar durante a hora azul, pode ser favorável capturar assuntos que tenham fontes de luz artificiais, como edifícios, monumentos, paisagens urbanas ou pontes.

## Hora azul na arte
L'Heure Bleue ("hora azul" em francês) é um conceito que frequentemente expressa-se nas obras e no pensamento do artista contemporâneo Jan Fabre.

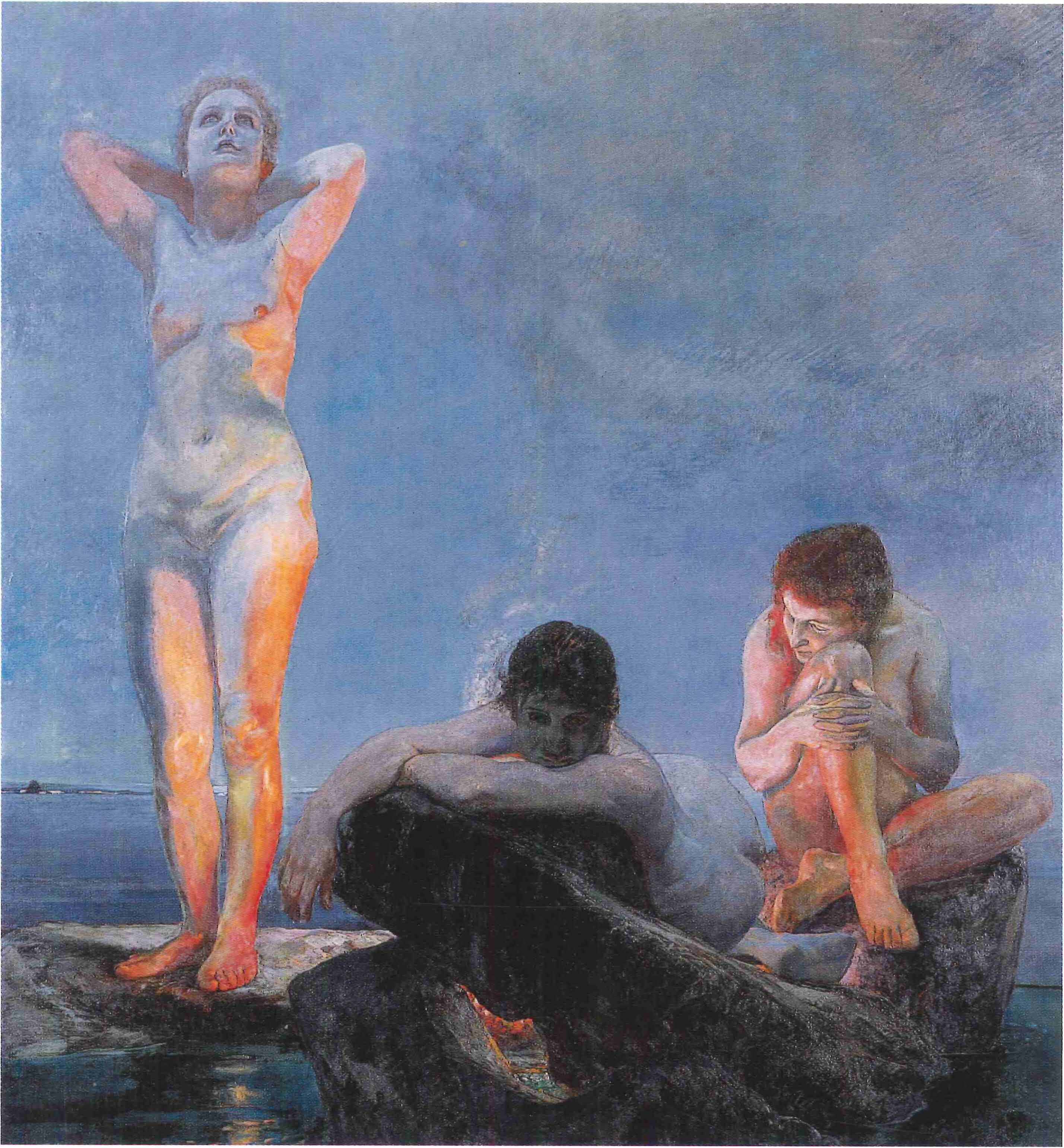
Die blaue Stunde (1890), pintura de Max Klinger
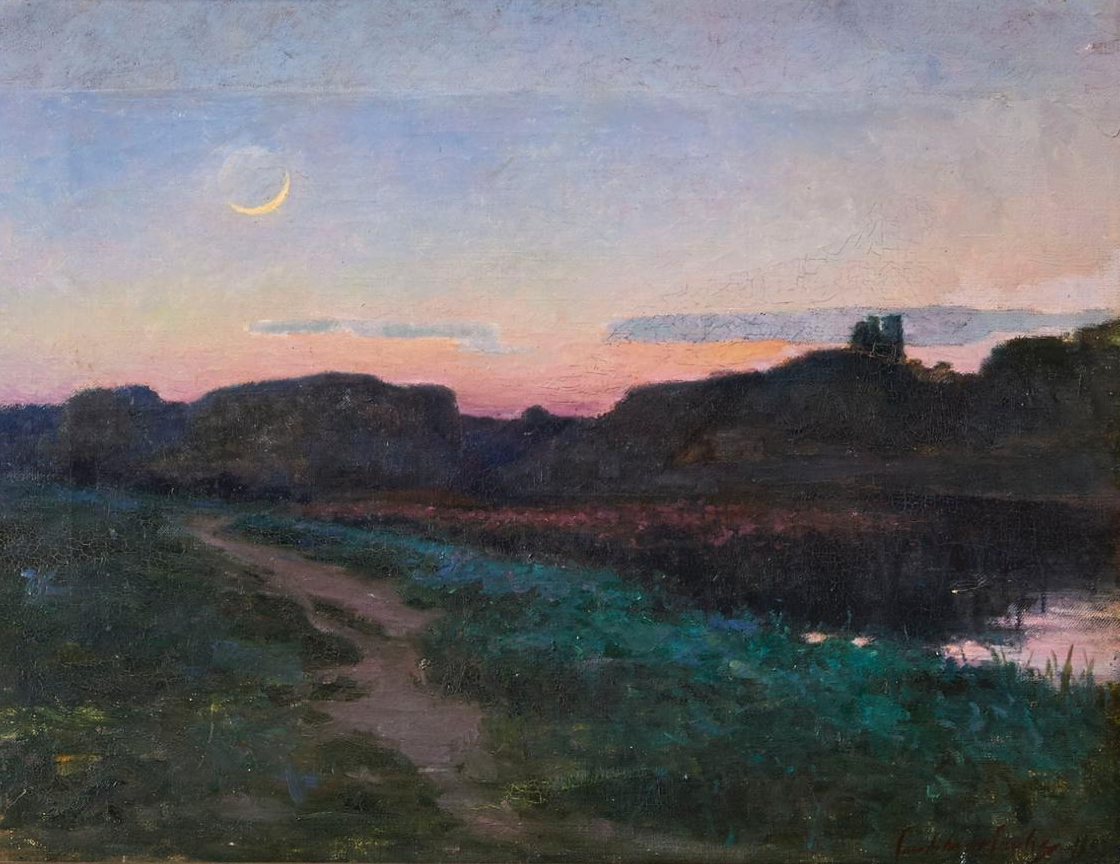
Pôr do Sol (1897), pintura de António Cândido da Cunha
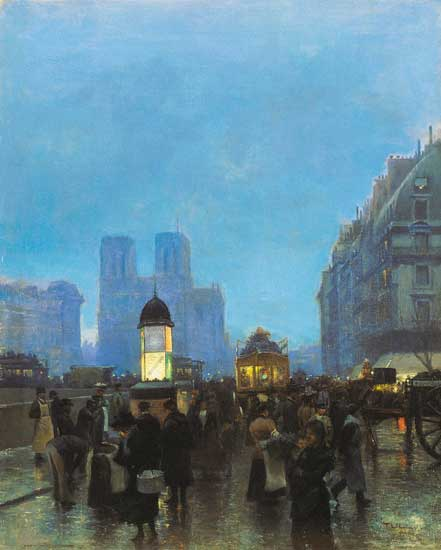
Crepúsculo (1897), pintura de Ödön Tull
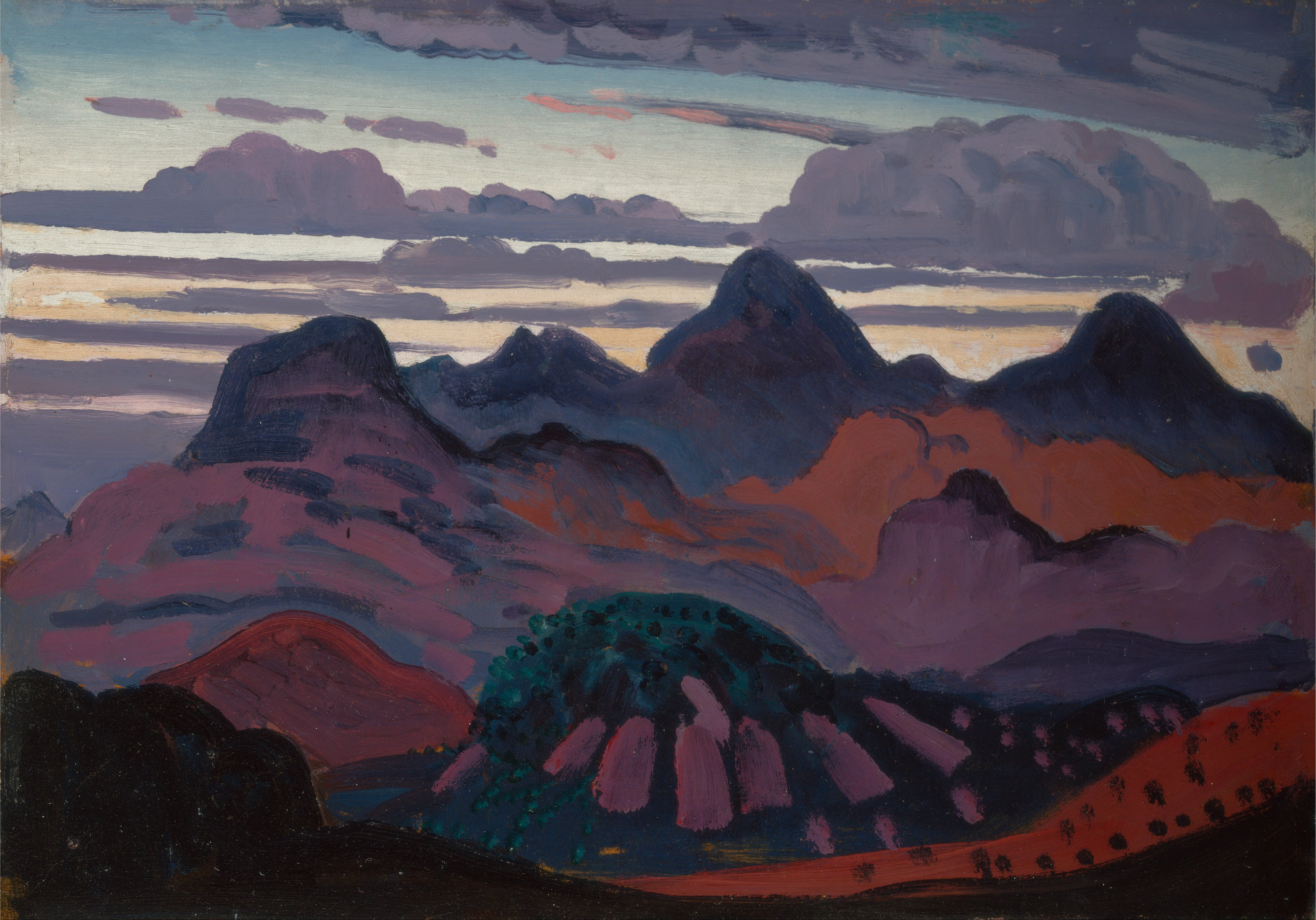
Deep Twilight, Pyrenees (1912/1913), pintura de James Dickson Innes
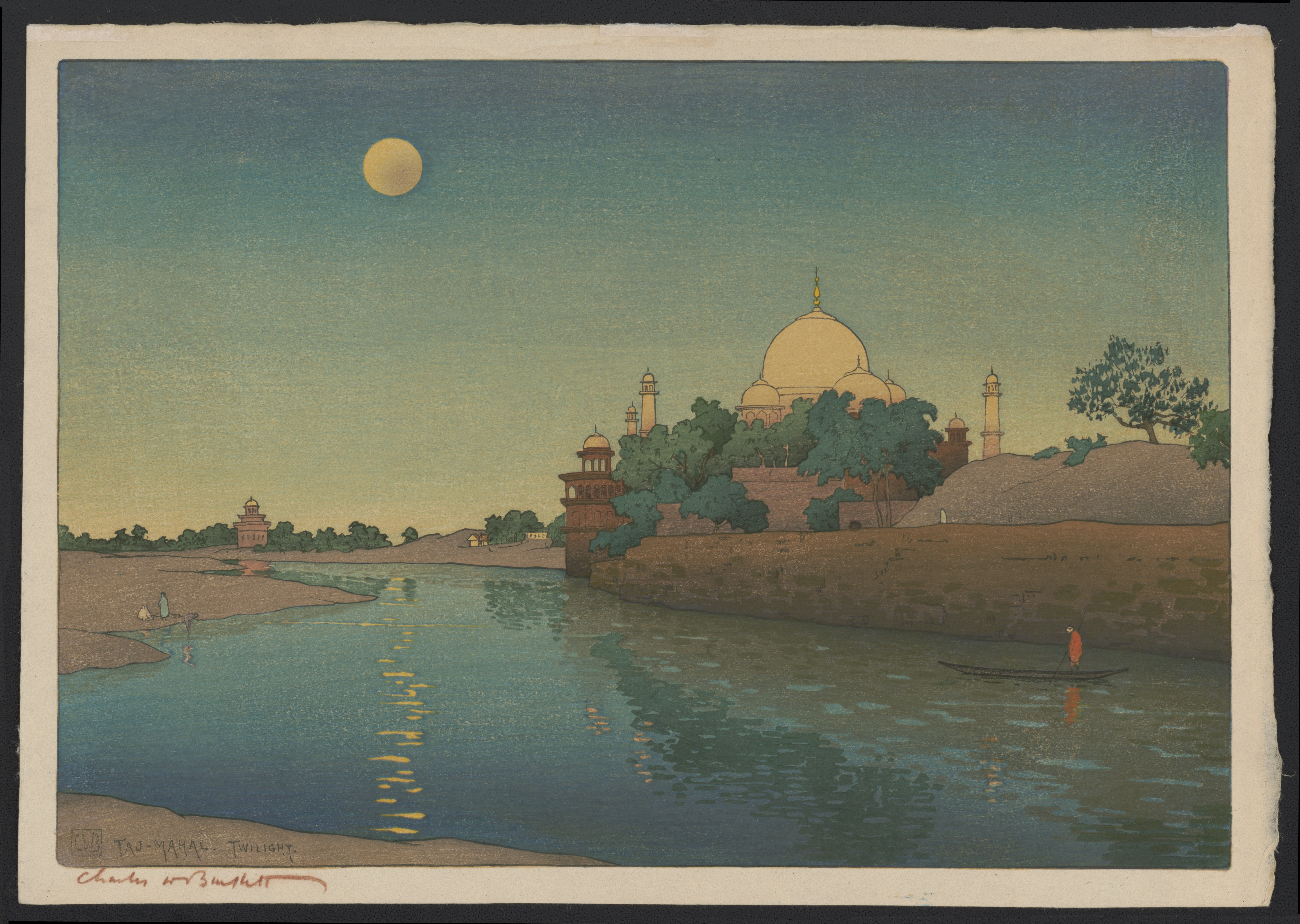
Taj-Mahal, crepúsculo (1920), xilogravura de Charles W. Bartlett
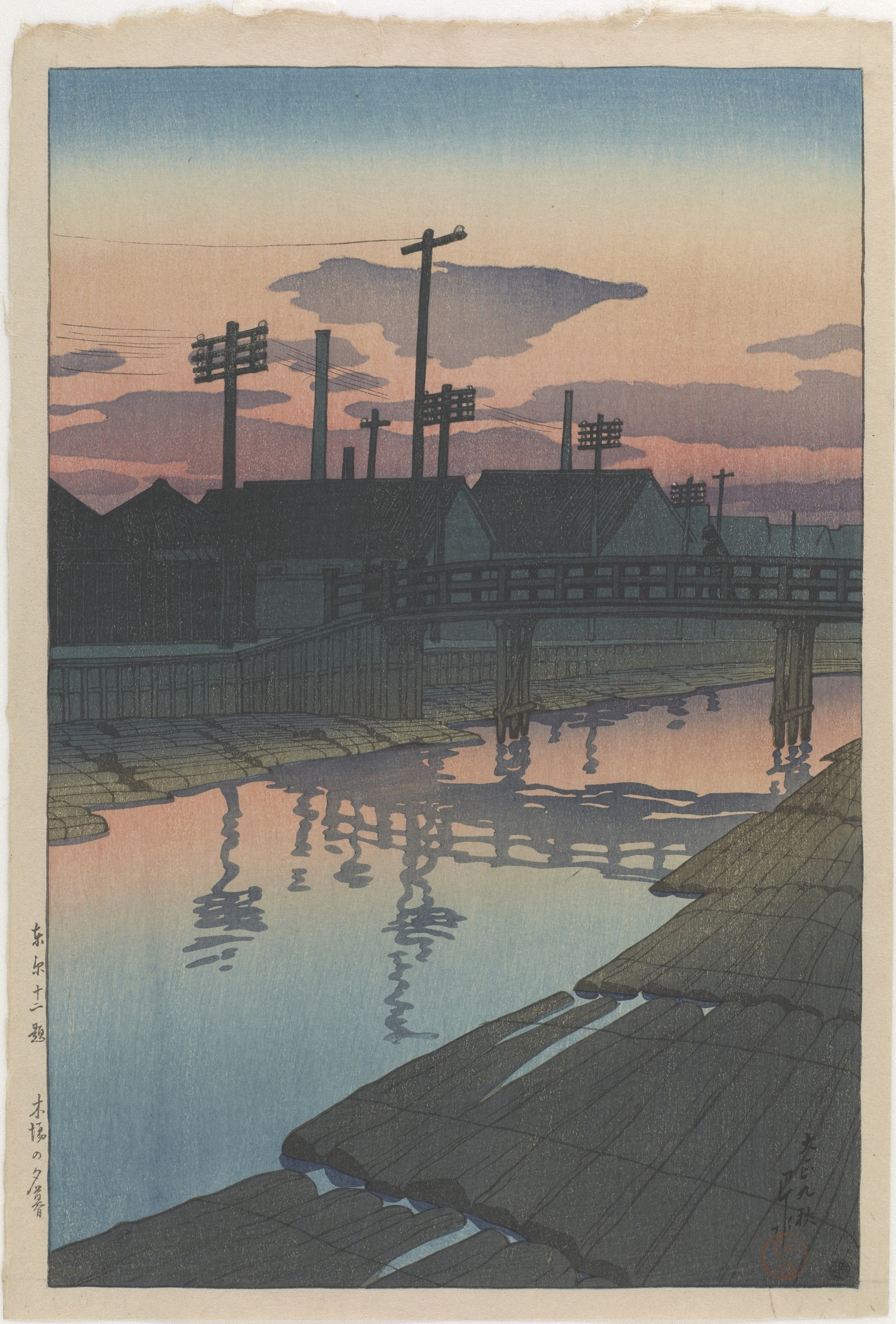
Noite na Lumber Yards of Kiba (1920), xilogravura de Kawase Hasui